# Кудрино (городской округ Озёры)
Кудрино — деревня в городском округе Озёры Московской области России.
До 2015 года относилась к сельскому поселению Клишинское, до муниципальной реформы 2006 года — деревня Сенницкого сельского округа. Население — 1 чел. (2015).

## География
Расположена в восточной части района, на правом берегу впадающей в Осётр речки Сенницы (бассейн Оки), примерно в 14 км к востоку от центра города Озёры. В деревне одна улица — Пионерская. Ближайшие населённые пункты — деревня Болобново и село Сенницы-2.

## Исторические сведения
В «Списке населённых мест» 1862 года Кудрина — владельческая деревня 1-го стана Зарайского уезда Рязанской губернии между Каширской дорогой и рекой Осётр, в 15 верстах от уездного города, при речке Синичке, с 13 дворами и 79 жителями (40 мужчин, 39 женщин).
По данным 1905 года входила в состав Сенницкой волости Зарайского уезда, проживало 129 жителей (62 мужчины, 67 женщин), насчитывалось 18 дворов. Местное население занималось ручной выработкой нанки и сарпинки.
С 1929 года — населённый пункт в составе Озёрского района Коломенского округа Московской области. С 1930-го, в связи с упразднением округа, — в составе Озёрского района Московской области.

## Население
| 1859 | 1905 | 2002 | 2006 | 2010 | 2015 |
| ---- | ---- | ---- | ---- | ---- | ---- |
| 79   | ↗129 | ↘2   | →2   | ↘1   | →1   |